# Andrés Arriaga
Andrés Arriaga nacido en Pasajes (Guipúzcoa, España) a principios del siglo XX. Fue un ciclista español, profesional entre los años 1924 y 1934.
A lo largo de su carrera obtuvo un total de cinco victorias. En 1926 logró el tercer puesto de la Clásica de Ordizia.

## Palmarés
1927
- Escoriaza

1929
- Vitoria

1930
- Campeonato de Navarra

1932
- Vuelta al Anson

1934
- Lujua

## Equipos
- Independiente (1924)
- Unión Deportiva Eibarresa (1925-1928)
- C.C. Eibarres - GAC (1929-1930)
- Real Unión de Irún (1931-1932)
- Unión de Irun-Orbea (1933)
- Independiente (1934)